# Friedrich Kittler
Friedrich A. Kittler (12 juin 1943 à Rochlitz - 18 octobre 2011 à Berlin) est un historien de la littérature et théoricien des médias allemand. Il est considéré comme le père fondateur des « media studies » allemandes et son nom est associé à la création de l'« école de Berlin ».
Ses travaux portent sur les systèmes d'écriture, la théorie et l'histoire des techniques culturelles de lecture, d'écriture et d'arithmétique, et, à partir de 2001, sur l'importance de l'alphabet grec dans la poésie homérique, la musique et les mathématiques pythagoriciennes.

## Vie et activité
Friedrich Kittler voit le jour en 1943 à Rochlitz, en Saxe. Son père, Gustav Adolf Kittler, exerce la profession de proviseur. Son frère Wolf naît peu avant la fin de la guerre. Sa famille s’installe en Allemagne de l’Ouest en 1958. Il fréquente le lycée de Lahr, en Forêt-Noire, de 1958 à 1963, puis étudie l'allemand, les langues et littératures romanes et la philosophie à l'Université Albert-Ludwig de Fribourg-en-Brisgau de 1963 à 1972. Kittler se marie deux fois.
Les textes des post-structuralistes français le marquent profondément pendant ses études, en particulier ceux de Jacques Lacan, de Jacques Derrida et de Michel Foucault, alors largement inconnus en Allemagne. En 1976, Kittler soutient une thèse sur le poète Conrad Ferdinand Meyer, dirigée par Gerhard Kaiser De 1976 à 1986, il travaille comme assistant de recherche au département d’allemand de l'Université de Fribourg. En 1980, il édite l'anthologie Exorciser l’homme des sciences humaines. Programmes du poststructuralisme (Austreibung des Geistes aus den Geisteswissenschaften. Programme des Poststrukturalismus), pour laquelle il traduit en allemand l’acte de conférence de Derrida « Titre à préciser » ("Titel noch zu bestimmen").
En 1984, il accède à l'habilitation à diriger des recherches en histoire littéraire allemande. S'ensuivent plusieurs séjours en tant que professeur assistant invité et professeur invité dans des universités américaines, telles que Berkeley, l'Université de Californie à Santa Barbara et Stanford .
De 1986 à 1990, à Cassel, Kittler dirige le projet « Littérature et analyse des médias » de la Fondation allemande pour la recherche (DFG). Il est nommé en 1987 professeur d'études allemandes modernes à l'Université de la Ruhr à Bochum et, en 1993, à la chaire d'histoire et d'esthétique des médias à l'Université Humboldt de Berlin.
La même année, pour ses recherches dans le domaine de la théorie des médias, Kittler reçoit le prix Siemens des arts médiatiques du Centre d'art et de technologie des médias de Karlsruhe (ZKM).
En 1996, Kittler devient chercheur émérite à l'Université Yale, et en 1997, professeur émérite invité à l'Université Columbia, à New York. À partir de 2001, il occupe le poste de directeur adjoint du Centre Hermann von Helmholtz sur les technologies de la culture et se joint au groupe de recherche « Image Écrit Chiffre » de la Fondation allemande pour la recherche.
Le 18 octobre 2011, Friedrich Kittler décède à Berlin. Il est enterré au cimetière de Dorotheenstadt, dans le quartier de Berlin-Mitte.

## Œuvre et influence
Friedrich Kittler est considéré comme le père fondateur des « media studies » allemandes, et son nom est associé à la création de l'« école de Berlin ». Il développe une nouvelle approche de la théorie des médias, inspirée des technologies de l'information et de la communication, qui se répand à partir des années 1980.
Kittler a emprunté le terme « système d'écriture » à Daniel Paul Schreber, juriste allemand. Selon Kittler, il décrit « le réseau de techniques et d'institutions [...] qui permettent à une culture donnée d'aborder, de stocker et de traiter les données pertinentes ». Il induit également, pour la folie, une sympathie, au sens foucaldien, c'est-à-dire une forme d'identification. Car, toujours selon Kittler, toute science recèle une certaine paranoïa.
L'ambition épistémologique de Kittler est de « mettre en évidence les a priori […] des sciences humaines sur les technologies de l'information et de la communication » (Hartmut Winkler), ou, selon ses propres termes, d'« exorciser l’homme des sciences humaines », pour reprendre le titre de l'anthologie citée plus haut. 
Kittler réfute l'appréhension des médias de Marshall McLuhan comme « extension de l'homme » : « Les médias ne sont pas des pseudopodes qui sortiraient du corps de l'homme. Ils suivent une logique d'escalade, qui dépasse l'homme et l'histoire de l'écriture ». Les médias ne sont jamais autonomes, mais leur utilisation est toujours historique.
En bref, la thèse de Kittler pourrait se résumer comme suit : notre savoir (et ce que nous croyons être vrai) dépend essentiellement des techniques culturelles que nous utilisons.
Par conséquent, il voit une continuité entre l'écriture de littérature, celle de programmes informatiques et la gravure de motifs dans des puces de silicium :
« Comme nous le savons mais ne le disons pas, personne n'écrit plus. […] Aujourd'hui, l'écriture humaine passe par des inscriptions, […] gravées dans le silicium au moyen de la lithographie électronique. […] Le dernier acte d'écriture de l'histoire pourrait donc être, à la fin des années 1970, le tracé du plan, par une équipe d'ingénieurs d'Intel, […] du premier microprocesseur intégré. »
La vision technico-matérialiste de toutes les productions culturelles de Kittler suscite un engouement dans les années 1980 parmi les étudiants et les jeunes chercheurs en sciences humaines. Ils se voient alors surnommés, par moquerie, les « Jeunesses kittleriennes, ». Les disciples de Kittler sont Norbert Bolz, Knut Ebeling, Bernhard Siegert, Wolfgang Ernst, Claus Pias et Christian Jendreiko.

## Critique
Les critiques reprochent à Kittler une tendance et à l'abstrusion et à l'apodicticité. L'hebdomadaire Die Zeit souligne le manque d'intelligibilité de son œuvre Musik und Mathematik: « Les fonctions usuelles et leurs dérivées ne sont pas la tasse de thé de Kittler. Alors qu'à pleins poumons nous crions à la clarté, il s'éloigne et nous laisse, perplexes, contraints de deviner. » 

## Héritage
Kittler a cédé ses archives, de son vivant, aux Archives littéraires de Marbach. Parmi elles se trouvent des manuscrits non édités, de travaux préparatoires sur des ouvrages publiés et des livres issus de sa bibliothèque, ainsi que sa correspondance avec Michel Foucault et Jacques Derrida. Son legs comprend également un synthétiseur, réalisé de ses mains. L'exposition permanente du Musée de la littérature moderne présente une sélection de pièces.

## Œuvres
- 1977 : Der Traum und die Rede. Eine Analyse der Kommunikationssituation Conrad Ferdinand Meyers. Bern-München
- 1979 : Dichtung als Sozialisationsspiel. Studien zu Goethe und Gottfried Keller (mit Gerhard Kaiser). Göttingen
- 1980 : Austreibung des Geistes aus dem Geisteswissenschaften. Programme des Poststrukturalismus, Schöningh, Paderborn, Wie, Zürich 1980 (Einleitung)
- 1985 : Aufschreibesysteme 1800/1900. Wilhelm Fink Verlag, München.  (ISBN 3-7705-2881-6) (engl. Ausgabe: Discourse Networks 1800 / 1900, with a foreword by David E. Wellbery. Stanford 1990)
- 1985 : Diskursanalyse - Ein Erdbeben in Chili und Preußen. In: David Wellbery (Hrsg.), Positionen der Literaturwissenschaft, München.  (ISBN 978-3-406-37731-0).
- 1986 : Grammophon Film Typewriter. Berlin: Brinkmann & Bose.  (ISBN 3-922660-17-7) (engl. Ausgabe: Gramophone Film Typewriter, Stanford 1999)
- 1990 : Die Nacht der Substanz. Bern
- 1991 : Dichter – Mutter – Kind. Wilhelm Fink Verlag, München.  (ISBN 978-3-7705-2594-2).
- 1993 : Draculas Vermächtnis: Technische Schriften. Leipzig: Reclam.  (ISBN 3-379-01476-1) - Essays zu den „Effekten der Sprengung des Schriftmonopols“, zu den Analogmedien Schallplatte, Film und Radio sowie „technische Schriften, die numerisch oder algebraisch verfasst sind“.
- 1997 : Literature, Media, Information Systems: Essays (Hrsg. von John Johnston). Amsterdam
- 1998 : Hardware - Das unbekannte Wesen
- 1998 : Zur Theoriegeschichte von Information Warfare
- 1999 : Hebbels Einbildungskraft – die dunkle Natur. Frankfurt, New York, Wien
- 2000 : Eine Kulturgeschichte der Kulturwissenschaft. Wilhelm Fink Verlag, München.  (ISBN 978-3-7705-3418-0).
- 2000 : Nietzsche – Politik des Eigennamens: wie man abschafft, wovon man spricht (mit Jacques Derrida). Berlin.
- 2001 : Vom Griechenland (mit Cornelia Vismann; Internationaler Merve Diskurs Bd.240). Merve: Berlin.  (ISBN 3883961736)
- 2002 : Optische Medien. Merve: Berlin.  (ISBN 3-88396-183-3).
- 2002 : Zwischen Rauschen und Offenbarung. Zur Kultur- und Mediengeschichte der Stimme (als Hrsg.). Akademie Verlag, Berlin
- 2004 : Unsterbliche. Nachrufe, Erinnerungen, Geistergespräche. Wilhelm Fink Verlag, Paderborn.  (ISBN 978-3-7705-4074-7).
- 2005 : Musen, Nymphen und Sirenen. Audio-CD. supposé, Köln.  (ISBN 978-3-932513-64-0).
- 2006 : Musik und Mathematik I. Hellas 1: Aphrodite. Wilhelm Fink Verlag, Paderborn.  (ISBN 978-3-7705-3782-2).
- 2007 : Reflexion und Abbild. Shigeru Ban, Olafur Eliasson, Peter Geimer und Friedrich Kittler. gta Verlag, Zürich.  (ISBN 978-3-85676-208-7)
- 2008 : Kunst des Schreibens. Leo Strauss, Alexandre Kojeve, Friedrich Kittler. Berlin: Merve.  (ISBN 978-3-88396-250-4).
- 2009 : Musik und Mathematik I. Hellas 2: Eros. Wilhelm Fink Verlag, Paderborn.  (ISBN 978-3-7705-4778-4).
- 2010 : Die letzten Tage der Ceausescus. Dokumente, Materialien, Theorie. (mit Milo Rau, Heinz Bude, Ion Iliescu, Thomas Kunze, Andrei Ujica). Verbrecher Verlag, Berlin.  (ISBN 978-3-940426-45-1).
- 2013 : Die Wahrheit der technischen Welt: Essays zur Genealogie der Gegenwart. (Introduction : Hans-Ulrich Gumbrecht). Suhrkamp Verlag.  (ISBN 978-3518296738)

### Œuvre traduite en français
- 1900 mode d'emploi, Courbevoie: Théâtre Typographique, 2010  (ISBN 978-2-909657-42-4).
- Mode protégé, Dijon: Les presses du réel – domaine Critique, théorie & documents collection Labex, 2015 /  (ISBN 978-2-84066-792-6)
- Médias optiques. Cours Berlinois 1999, dir. Audrey Rieber, Paris: L'Harmattan, 2015.  (ISBN 978-2-343-07475-7)
- Gramophone, Film, Typewriter, trad. Frédérique Vargoz, Dijon: Les presses du réel, coll. Perceptions 2018.  (ISBN 978-2-84066-679-0)